# Hydrelia argyridia
Asthenotricha argyridia là một loài bướm đêm trong họ Geometridae.